# Schlacht bei Hemmingstedt
In der Schlacht bei Hemmingstedt schlugen am 17. Februar 1500 die Dithmarscher Bauern die zahlenmäßig weit überlegenen Truppen des dänischen Königs Johann I. und seines Bruders Herzog Friedrich von Holstein. Die Schlacht bewahrte die faktische Unabhängigkeit der Bauernrepublik Dithmarschen für weitere 59 Jahre und ist heute der wichtigste historische Identifikationspunkt der Dithmarscher.

## Die Vorgeschichte

### Der Anspruch Holsteins auf Dithmarschen

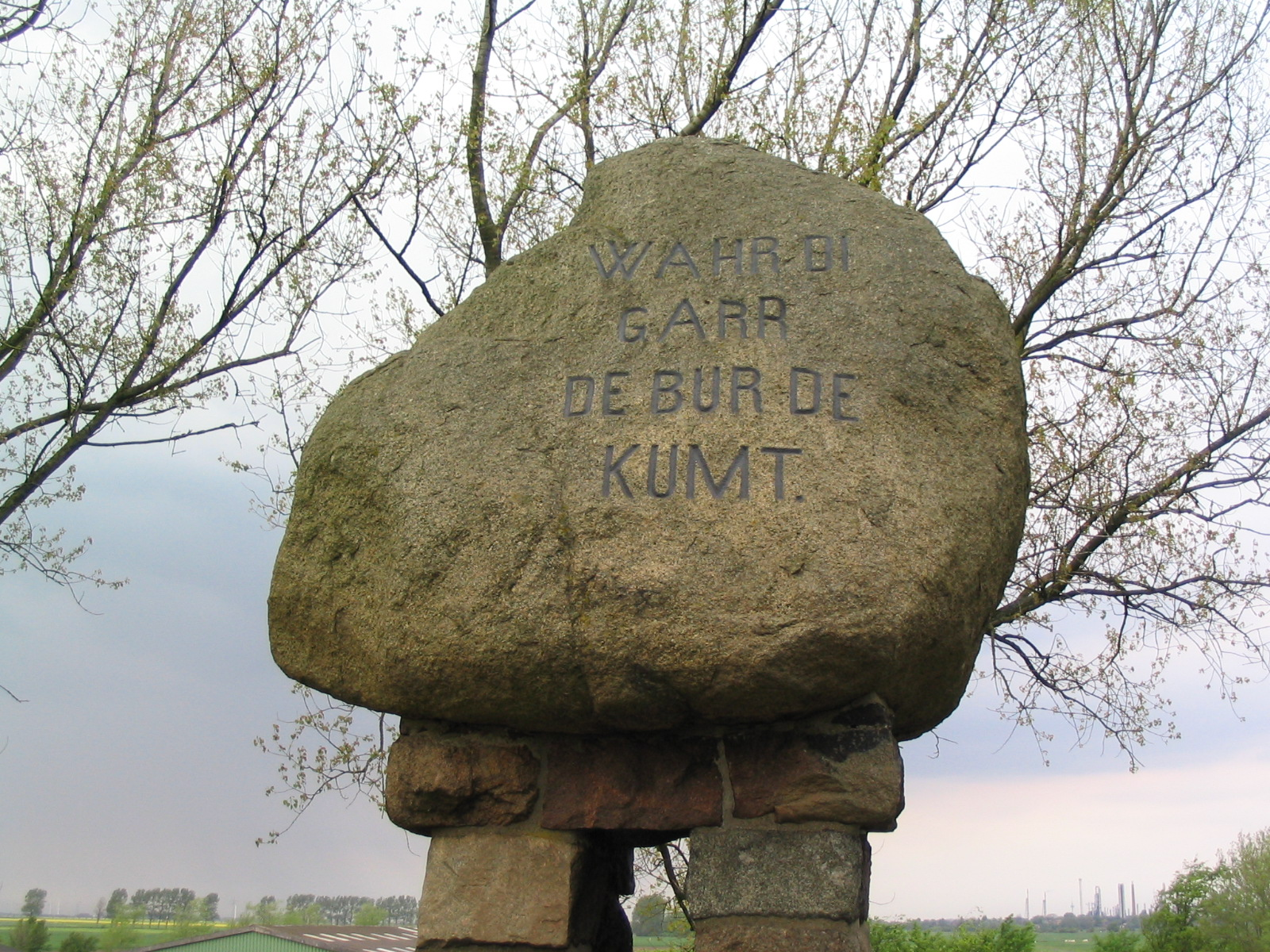
Denkmal Dusenddüwelswarf in Epenwöhrden mit dem Schlachtruf der Dithmarscher

Dithmarschen wurde geprägt durch Großbauerntum. Es gab hauptsächlich Gehöfte und nur wenige Städte (wie z. B. Meldorf). Seit dem 13. Jahrhundert war die Organisationseinheit des Dithmarscher Großbauerntums das Kirchspiel. Darüber hinaus gab es zumindest nominell die universitas der Hofbesitzer und „48 Regenten und Verweser“.
Ursprünglich gehörte Dithmarschen zu einem nordalbingisch-niedersächsischen Gau. Später unterstand es den Stader Grafen. So war Graf Rudolf II. von Stade bei seinem Tode 1144 auch Graf von Dithmarschen gewesen. Mit dieser Zugehörigkeit haben sich die Dithmarscher insofern nicht abgefunden, als etliche der Grafen von Dithmarschen durch ihre Hand starben.
1188 erkannte Dithmarschen den Bischof Waldemar von Schleswig als seinen Landesherrn an und begab sich damit unter die Hoheit der Bremischen Kirche. Nach der Niederlage der Dänen in der Schlacht bei Bornhöved 1227 war das Lehnsverhältnis zur Bremischen Kirche gefestigt. Die Gründe dieser freiwilligen Abhängigkeit zur Bremischen Kirche können dabei ebenso frommer wie auch pragmatischer Natur gewesen sein: Der geistliche Herr in Bremen war schwächer als die Grafen von Holstein. Ein Lehnsverhältnis zu einem vergleichsweise schwachen Herrn war für den persönlichen Freiraum des Abhängigen jedoch wesentlich günstiger als das zu einem besonders starken Herrn. Daher liegt die Vermutung nahe, dass es die Dithmarscher selbst waren, die dafür sorgten, dass das Lehnsverhältnis zur Bremischen Kirche ein formelles blieb und kein faktisches wurde.

### Die Erneuerung des Anspruches durch Christian I. von Dänemark
Nach dem Tode Herzog Adolfs von Holstein wählten die schleswig-holsteinischen Stände 1459 Christian I., König von Dänemark, Norwegen und Schweden, zum Herzog von Schleswig und zum Grafen von Holstein-Stormarn. Dieser besann sich auf den alten Anspruch Holsteins auf Dithmarschen, das ein Reichslehen war. Sein Ziel war hierbei die Inkorporation Dithmarschens in die Grafschaft Holstein-Stormarn und schließlich die Erhebung derselben zum Herzogtum. Bisweilen wird auch die Beherrschung der Elbmündung als sein Ziel genannt, wobei Geschichtswissenschaftler dabei von geopolitischem Denken auf mikropolitische Strukturen schließen.
Am 26. Mai 1473 stellte Kaiser Friedrich III. Christian einen Lehnsbrief für Dithmarschen aus. 1474 erhob der Kaiser anlässlich eines Treffens mit Christian in Rothenburg ob der Tauber Holstein-Stormarn zum Herzogtum Holstein und verleibte diesem das districtum Ditmarsiae ein. Dithmarschen wies er zur Huldigung Christians an.
Daraufhin erinnerten sich die seit der Zeit Heinrichs des Löwen königsfernen Dithmarscher sogleich an ihre Zugehörigkeit zur Bremischen Kirche. Noch im selben Jahr wandten sie sich an Papst Sixtus IV. Dieser erkannte 1477 die Stellung Dithmarschens unter der Bremer Kirche ausdrücklich an. Damit begannen ebenso end- wie ergebnislose Verhandlungen. Friedrich III. zog schließlich die Lehnserteilung Dithmarschens mit Hinweis auf seine unzureichende Kenntnis von Dithmarschens Stellung zur Bremischen Kirche wieder zurück und untersagte dem Dänenkönig jedwede weitere Verfolgung dieser Ansprüche.
1481 starb Christian I. von Dänemark. Seine Söhne Johann I. und Friedrich teilten sich die Nachfolge in den Herzogtümern Schleswig und Holstein und damit auch den Anspruch auf Dithmarschen. Unter anderem verwiesen sie weiterhin auf den kaiserlichen Lehnsbrief. Erst als Johann, der seinem Vater in der Königswürde von Dänemark gefolgt war, 1499 auch seine Herrschaft über Schweden gesichert hatte, konzentrierte er sich wieder auf Dithmarschen. Er verlangte auf einem Tag in Rendsburg 1499 von den Dithmarschern die Anerkennung der Landeshoheit für sich und seinen Bruder Friedrich, jährlich 15.000 Mark und den Bau dreier befestigter Residenzen in Meldorf, Brunsbüttel und an der Eider. Diesen Forderungen, über die in Dithmarschen bereits ein volkstümliches Lied verfasst worden war (Nr. 212 in der Sammlung Rochus von Liliencrons), kamen die Dithmarscher nicht nach. Der dänische König hatte viel mehr getan als die Selbstständigkeit Dithmarschens zu bedrohen: Er hatte den Dithmarschern endlich klargemacht, dass sie Dithmarscher waren. Von hier ging erst eine Entwicklung zum Zusammengehörigkeitsgefühl hin aus. Damit lief der Konflikt auf einen Krieg hinaus.

## Der Krieg zwischen Johann I. und Dithmarschen
Angreifer war der dänische König, in Personalunion auch Regent von Schweden und Norwegen, auf dessen Seite neben seinem Bruder Friedrich, der Schleswig-Holsteinischen Ritterschaft und den Grafen Adolf und Otto von Oldenburg, beides Vettern Johanns, ein gewaltiges Söldnerheer stand. Die Verbündeten Dithmarschens, die Hansestädte sowie der formelle Landesherr, der Erzbischof von Bremen, schickten hingegen keine Hilfe. Daher war das Heer des Dänenkönigs mit etwa 12.000 Mann deutlich in der Überzahl.

### Die Schwarze Garde
Den Kern des Heeres bildete die aus 4000 Landsknechten bestehende magna guardia. Dieses bisweilen Große Garde, Deutsche Garde, Sächsische Garde oder vor allem Schwarze Garde genannte Söldnerheer war ein berüchtigter Eliteverband. Sie war ein frühes Landsknechtsregiment aus dem niederländischen Raum, das an der friesisch-sächsischen Nordseeküste operierte und auf den Einsatz gegen rebellierende Bauern spezialisiert war. Die darin befindlichen Söldner stammten aus vielen Nationen, die Offiziere waren zumeist Deutsche. Die Schwarze Garde war ebenso berühmt für ihre Kriegskunst wie berüchtigt für ihre Rücksichtslosigkeit und Grausamkeit.
Bereits für 1488 ist die Existenz der Schwarzen Garde nachgewiesen. 1493 kämpfte sie auf Seiten Maximilians unter ihren Obersten Thomas Slentz und Nithardt Fux gegen Karl von Geldern, 1495 gegen Edo von Jever. Seit 1497 war sie im Dienste des dänischen Königs als Kern von dessen Truppen siegreich (u. a. gegen Sten Sture). Man kann folglich von großer Kriegserfahrung der Söldner ausgehen.
Organisiert war die große Garde in acht Kompanien mit insgesamt 2.000 Mann. An der Spitze jeder Kompanie stand ein Hauptmann, über den Hauptleuten der Herr der Garde, Thomas Slentz. Nithardt Fux war bereits bei einer früheren Aktion der Garde gefallen. Außer dieser "Gruppe Slentz" gab es noch eine weitere Gruppe mit fünf Kompanien und danach eine dritte mit drei Kompanien. Jede Kompanie verfügte über je einen Querpfeifer und einen Trommler. Beim Stab waren zwölf von jeder Sorte zusammengezogen. Die Schwarze Garde war ein Infanterieverband. Bewaffnet waren die Söldner mit 3 bis 5 Meter langen Spießen. Außerdem hatten sie Hellebarden und einige auch doppelhändige Schwerter (auch Bidenhänder genannt). Eventuell verfügten auch einige Söldner über Hakenbüchsen. Geschützt waren sie durch Harnische und Brustpanzer. Ihre Kampfformation war die enggeschlossene Phalanx. Sowohl bei der Kleidung als auch bei den Emblemen wurde Luxus betrieben. So heißt es in einem Volkslied (Nr. 218 in der Sammlung von Liliencrons), dass Slentzens Rüstung rot von Gold schimmerte. Insofern stellte die Schwarze Garde eine enorme Haushaltsbelastung für ihren Kriegsherrn, den dänischen König, dar. Das mag auch ein Grund für ein voreiliges Aufbrechen bei Tauwetter gewesen sein: Längere Wartezeit wäre nicht zu finanzieren gewesen.
Hinter der Schwarzen Garde folgte das Landheer. Da nach der Definition Johanns Dithmarschen zum Herzogtum Holstein gehörte, handelte es sich um eine Befriedung im Landesinnern, weswegen seine Untertanen waffenpflichtig waren. Natürlich stellte der durch Plünderung in Aussicht stehende Reichtum Dithmarschens eine nicht zu unterschätzende Motivation für die Waffenpflichtigen dar. Auf die Landwehr folgte Reiterei, bestehend vor allem aus dem rossdienstpflichtigen Adel nebst dem Ritter Hans von Ahlefeldt, der das Banner, angeblich den originalen Danebrog, trug. Auch für den Adel war das Unternehmen ein willkommener Beutezug. Schließlich folgten noch die Artillerie (nur sehr wenige Geschütze wurden vorne mitgeführt) und der Tross. Dort, am Ende des Zuges, waren wohl auch der König und sein Bruder zu vermuten.

### Der Kriegszug Johanns I.
Trotz eines ursprünglich geplanten Kriegsaufschubs bis Mai überschritt das Heer Johanns die Grenze nach Dithmarschen am 11. Februar 1500. Wider Erwarten versuchten die Dithmarscher keine Sperrung der einzigen begehbaren Straße und damit auch keinen Verteidigungskrieg an der Grenze, vor allem deswegen, weil ihnen klar war, dass sie den Truppen des Königs nicht im offenen Feld gegenübertreten konnten. Johanns Heer fand die Geest verlassen vor; die Dithmarscher hatten sich in die Marsch geflüchtet und hielten lediglich strategisch wichtige Punkte im Land. Am 12. Februar nahm das Heer Windbergen und am folgenden Tag Meldorf ein. Auch die Hauptstadt war nur durch ein kleines Söldnerheer der Dithmarscher geschützt, die jedoch den Widerstand schnell aufgaben und flüchteten. Johanns Männer nahmen die Stadt ein. Sie hissten den Danebrog am Kirchturm und plünderten den Ort und die Kirche. Hierbei zeichneten sie sich – soweit man den Quellen der Angehörigen der Gegenseite Glauben schenken will – durch eine außergewöhnliche Grausamkeit aus: Sie töteten angeblich rücksichtslos alle Bewohner, die sie noch antrafen, um so die Dithmarscher zur raschen Aufgabe zu zwingen. Erreicht wurde allerdings genau das Gegenteil, da sich nun die Wut auf die Angreifer erst recht steigerte. In Meldorf verweilte das Heer des Dänenkönigs bis zum 17. Februar. Da das Gefühl der Überlegenheit gegenüber einfachen Bauern groß war, gab König Johann schließlich den Marschbefehl. Der Transport der Kanonen war jedoch nun schwieriger, denn das Tauwetter hatte bereits eingesetzt. Besonders Slentz erkannte diesen Umstand und protestierte heftig, aber erfolglos gegen den Weitermarsch.
Den Dithmarschern in der Marsch boten sich jetzt drei Möglichkeiten: Sie konnten sofort kapitulieren, auf das schwer einnehmbare Büsum zurückweichen oder den Kampf weiterführen. Doch Büsum bot nicht genügend Platz für alle, und eine Kapitulation stand für sie außer Frage.

## Die Entscheidungsschlacht

### Die Beschaffenheit des Geländes
Auf die Entscheidungsschlacht hatte die Beschaffenheit Dithmarschens einen Einfluss. Im Westen von Dithmarschen liegt die Nordsee, im Süden die Elbe und im Norden das sumpfige Ufer der Eider. So bot sich nur die Angriffsrichtung von Osten, also von Holstein her. Doch von dort führte nur eine Straße ins Innere des Landes. Diese lag auf dem geraden Dammrücken der Geest. Um diese Dämme befanden sich tiefe Wassergräben. Diese konnten wegen ihrer Breite nur mit Brücken oder den landesüblichen Springstangen überschritten werden. Zudem konnten die Gräben durch Öffnen der Schleusen überflutet werden.
Außerdem hatte zum Zeitpunkt der dänischen Offensive bereits das Tauwetter eingesetzt. Dadurch bot sich den Einheimischen ein weiterer Vorteil: Sie kannten die genaue Lage der Gräben und wussten, wo man bald festen Grund unter den Füßen hatte und wo man versinken würde. Ein Wissen, über das ihre Gegner nicht verfügten.

### Der Hinterhalt
Die Dithmarscher konnten wohl eines Spähers des Königs habhaft werden. Von diesem erfuhren sie dessen Absicht, die Landstraße weiter nordwärts bis Heide und Lunden zu marschieren. Unter den Dithmarschern tat sich darauf besonders Wulf Isebrand hervor. Auf diesen soll auch der Plan eines Schanzenbaus zurückgehen: In der Nacht vor dem Aufbruch des königlichen Heeres warfen die Dithmarscher ein Stück südlich von Hemmingstedt und nördlich der sogenannten Dusenddüwelswarf eine Schanze quer zur Landstraße auf. War die Straße und damit die Beweglichkeit der Soldaten durch die Schanze schon eingeengt genug, öffneten die Dithmarscher noch zusätzlich die Siele an den Deichen. Dann versteckten sie sich hinter der Schanze und warteten auf das feindliche Heer. Viele von ihnen werden die Kampfweise der Schwarzen Garde, die seit einigen Jahren in dieser Gegend operierte, gekannt haben. Sie selbst hatten als Waffen ebenfalls Spieße, Hellebarden und lange Messer, zudem ein wenig Artillerie, um die Söldner von den Seiten der Schanzen zu beschießen.
In Meldorf wurde König Johann heimlich von einem der Dithmarscher Landesverweser, Carsten Holm, aufgesucht, der ihm zu dem Zug über die Landstraße nach Heide und Lunden riet. Da dieser Mann, in einigen Liedern als Verräter beschimpft, nach der Schlacht nicht als solcher gerichtet wurde, sondern weiter als Vertreter des Landes auftritt, ist es nicht unwahrscheinlich, dass er im Auftrag der Dithmarscher versuchte, den König in die gewünschte Richtung zu lenken.
Jedenfalls entschied sich Johann – gegen den Rat des Gardeobersten Slentz – zu diesem verhängnisvollen Zug.

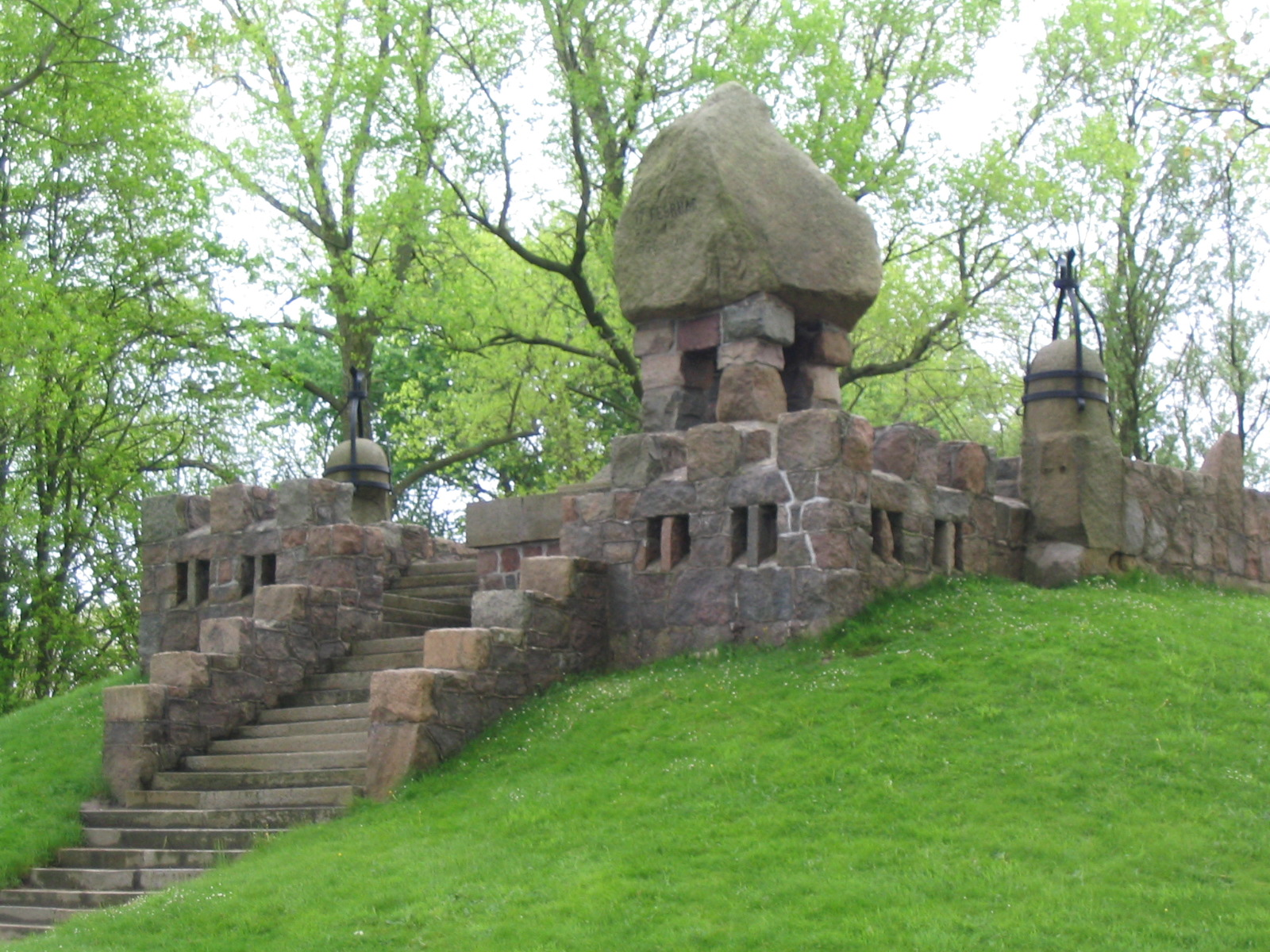
Dusenddüwelfswarf

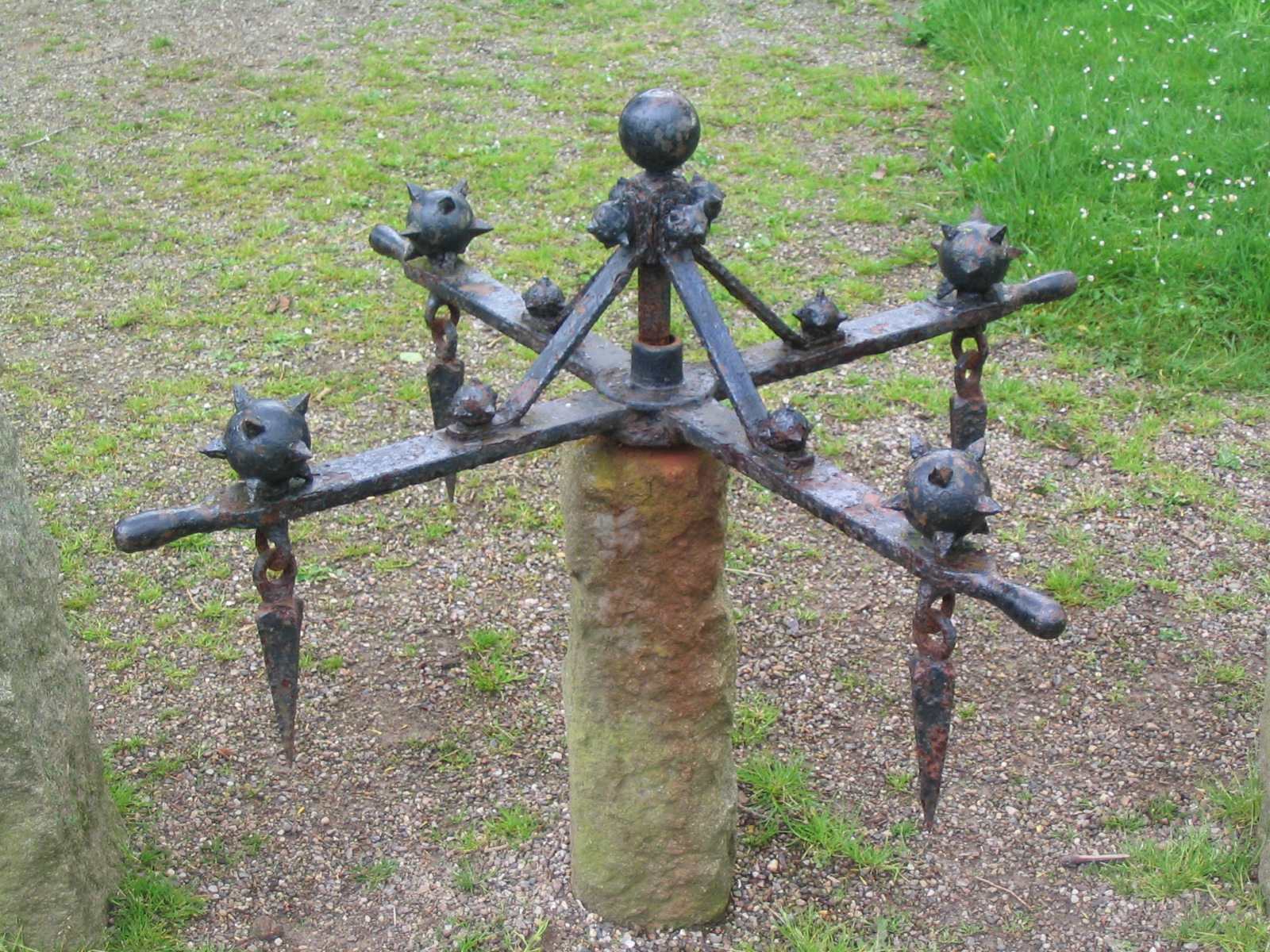
Detail am Denkmal

### Der Untergang derSchwarzen Garde
Am 17. Februar brach das Heer auf. Der Historiker Walther Lammers hat in einer Studie zur Schlacht bei Hemmingstedt ausgerechnet, dass das Heer der Angreifer beim Marsch eine Länge von „ca. 9,65 km“ gehabt haben muss. In jedem Fall muss man davon ausgehen, dass ein Großteil des Heeres noch in Meldorf war, als die Schwarze Garde die Schanze erreicht hatte und die Schlacht begann.
Die etwa 6000 Dithmarscher legten die Helme ab und zogen Harnische und Stiefel aus. Das taten sie vor allem, um auf dem durchnässten, schlammigen Boden besser kämpfen zu können, ohne dabei von zusätzlichem Gewicht behindert zu werden. Zunächst versuchten sie Ausfälle gegen die Garde zu machen und deren wenige Kanonen umzustürzen. Dabei benutzten sie ihre Spieße zum Klotstockspringen. So blieben sie auch bei auflaufendem Wasser beweglich und konnten die immobilisierten Truppen des dänischen Königs weiter angreifen und an der Flucht hindern. In Anbetracht der Zuglänge und des aufgeschwemmten Zustandes der Straße konnten sie dennoch nur schwer an die Geschütze der Artillerieabteilung hinter der Reiterei herankommen. Unter großen Verlusten gegen die Spieße der Söldner gelang jedoch schließlich dieses Vorhaben. Die Garde reagierte darauf mit einem raschen Angriff auf die Schanze mit dem Ziel einer Umfassung derselben. Diese erfolglose Aktion übernahm die Gruppe Slentz, die dabei stark dezimiert wurde. Neben einigen der Hauptleute und den beiden fürstlichen Kommissaren Krummendiek und Erichss fiel auch der Herr der Garde, Thomas Slentz. Er ist der Einzige der Schwarzen Garde, der später in den Volksliedern der Dithmarscher einen guten Namen behielt und aufgrund der geschilderten Tapferkeit die Züge eines tragischen Helden annahm. Auch um den Dithmarscher, der ihm angeblich den Tod brachte, den geschichtlich nicht fassbaren Reimer von Wiemerstedt, ranken sich nach wie vor Legenden.
Nachdem Slentz gefallen war, nahmen die Dithmarscher einen Gegenangriff auf die Schwarze Garde vor und rieben diese auf. Die Reste der Garde flohen in die einzige Richtung, die ihnen verblieb: rückwärts. Nicht besser erging es der Landwehr. Die vom Sieg trunkenen Bauern griffen weiter an und verursachten hohe Verluste unter der Landwehr. Wer noch nicht zurückgewichen war, wurde erschlagen oder ertrank. Die Reiterei versuchte zunächst das eigene fliehende Fußvolk aufzuhalten. Als jedoch klar war, dass niemand ihren Befehlen folgte, entschloss sich die Reiterei selbst in den Kampf einzugreifen. Die Dithmarscher jedoch griffen gezielt die Pferde an und hemmten somit die Beweglichkeit. Anschließend war es ein Leichtes, mit den verbliebenen Kräften der Reiterei fertigzuwerden, die schließlich im Graben zugrunde ging.

### Das Ende der Schlacht
Nach nur drei Stunden war die Schlacht vorüber. Das berühmte Heer des Dänenkönigs hatte eine vernichtende Niederlage erlitten. Später wurde diese Niederlage als Gottesstrafe dargestellt. Dazu diente vor allem die wohl eher der Sage zuzuordnende Erzählung von der bannertragenden Jungfrau Telse von Hochwöhrden aus dem Geschlecht der Wollersen, die während des Kampfes auf der Schanze erschienen sein soll. Ebenso wird in Volksliedern darauf verwiesen, dass die Dithmarscher im Kampf die Heilige Maria anriefen, die Gegenseite jedoch keine „mächtigen Beschützer“ hatte. Deshalb war ihre Niederlage eine totale. Neben den Söldnerobersten waren auch die beiden Grafen von Oldenburg und weitere große Teile des Adels gefallen. Mit dem Tod des Bannerträgers Hans von Ahlefeldt konnten die Dithmarscher auch den Danebrog nebst vielen Wertsachen erbeuten. Diese sollen später in der Wöhrdener Kirche ausgestellt worden sein.
Die Sieger kannten kein Pardon: sie töteten jeden Feind, plünderten die Leichen und verstümmelten diese gar. Nahezu alle Adelsfamilien Schleswig-Holsteins, die auf Seiten des dänischen Königs kämpften, verloren Familienmitglieder. Während die Dithmarscher die gegnerischen Fußsoldaten bald nach der Schlacht begruben, ließen sie die Adeligen unbestattet zurück. Erst nach langen Verhandlungen gewährten sie deren Begräbnis. Den früheren Wahlspruch der Schwarzen Garde, „Wahr Di, Buer, de Gaar de kummt“, wandelten die Dithmarscher um in „Woor di, Goor, de Buur de kump“.
Durch Vermittlung der Städte Lübeck und Hamburg wurde am 15. Mai 1500 Friede geschlossen, der Dithmarschens Selbstständigkeit gewährleistete. Die Schlacht schwächte die Macht des dänischen Königs, so dass es in den folgenden Jahren auch den Schweden leichter fiel, ebenfalls ihre Unabhängigkeit zu erlangen. Allerdings wurden die Dithmarscher 1559 in der Letzten Fehde endgültig durch Dänemark und dessen Verbündete besiegt und unterworfen.

## Die Nachwirkung
Dass ein 12.000 Mann starkes, schwer bewaffnetes Ritterheer von halb so vielen Bauern besiegt werden konnte, galt damals als Sensation. Die Schlacht von Hemmingstedt war eben nicht nur eine Schlacht unter vielen, sondern vor allem ein wichtiger Schritt zum Zusammengehörigkeitsgefühl und Selbstverständnis der Dithmarscher. Daher setzte bereits kurze Zeit später eine intensive Rezeption und Verklärung der Schlacht bei Hemmingstedt ein.

### Die Volkslieder
Eine besondere Gruppe der Quellen zur Schlacht bei Hemmingstedt stellen die zahlreichen Volkslieder dar. Die wichtigsten Lieder sind unmittelbar zeitgenössisch. Außer den dänischen Liedern gehen sie ausnahmslos auf Dithmarscher Nachrichten zurück und betrachten somit die Geschehnisse aus der Sicht der Sieger.
Insgesamt sind 16 Lieder bekannt. Davon sind dreizehn niederdeutsch, eines lateinisch und zwei dänisch. Diese lassen sich in zwei Gruppen unterteilen:
Zum einen solche, die unmittelbar nach dem Geschehen gefertigt wurden und zur Verbreitung desselben gedacht waren. Diese strophischen Berichte wurden zum Teil gedruckt und waren zum Lesen bestimmt. Ihr Hauptaugenmerk lag nicht auf der poetischen Gestaltung, sondern darauf, das historische Geschehen festzuhalten. Dabei zeigen sie ein geradezu „naives, publizistisches Interesse an Zahlen und Daten“ (Walther Lammers). Als Verfasser werden entweder Dithmarscher Geistliche oder Intellektuelle in den mit Dithmarschen verbündeten Städten vermutet.
Aus der Existenz dieser Lieder und ihrer raschen Verbreitung lässt sich schließen, dass die Schicht der Großbauern größtenteils des Lesens und Schreibens kundig gewesen sein muss; denn nur so erklärt sich die Verbreitung der Flugblätter in dieser dem Informationsfluss andernfalls abträglichen Gegend.
Zum anderen gibt es solche, die durch ihren poetischen Charakter auffallen. Diese wurden nicht gelesen, sondern gesungen oder als Tanzlied verwendet. Sie sind kürzer und episodenhafter als die der ersten Gruppe. Der historische Stoff wird nach Belieben verändert und dramatisiert. In der Volksliedsammlung Rochus von Liliencrons sind acht der Lieder über die Schlacht und eines aus der Zeit kurz vor der Schlacht wiedergegeben.

#### Ein dänisches Lied auf die Schlacht bei Hemmingstedt
Das Hundertliederbuch des dänischen Historikers Anders Sørensen Vedel erschien in Ribe 1591. Vedel sammelte auf Anregung der dänischen Königin Sophia und seines Freundes Tycho Brahe Liedtexte, die historische Themen zur „vaterländischen“ Geschichte Dänemarks behandelten. Das Werk ist auch im europäischen Rahmen ein Frühbeleg kritischer, von der (dänischen) Renaissance beeinflusster Geschichtsschreibung. Vedel kommentiert jeweils die Texte in einer längeren Einleitung, der hier das besondere Interesse gilt.
Übersetzung: „König Hans zieht in Dithmarschen hinein und verliert eine große Anzahl Soldaten. – Dieses Gedicht ist verfasst von dem Krieg, den König Hans mit seinem Bruder, dem Herzog Friedrich von Holstein, gegen die Dithmarscher führte im Jahr des Herrn 1500. Was ihnen unglücklich erging wegen solcher Ursache, dass sie es zu der unbequemsten Zeit des Jahres angingen und sich zu sehr auf ihre eigene Stärke und große Kriegsmacht verließen und darüber hinaus ihre Feinde verachteten, welche den Vorteil ihnen bekommen hatten und sie einzwängten (einschlossen) auf einigen engen Deichen, die deshalb wegen Wasser und Wetter nicht dazukamen, ihre Schlachtordnung aufzustellen und damit (die Dithmarscher) nieder zu kämpfen. Diese Schlacht geschah am 17. Tag des Februar im genannten Jahr in der Nähe von Hemmingstedt in Dithmarschen. Und es wurden erschlagen und ertranken in den Kanälen und kamen im Unwetter um an die 4000 Männer und darüber hinaus vornehme Adelspersonen sowohl aus dem Reich [Dänemark] als aus den Herzogtümern 360 mit den beiden Grafen Otto und Adolf von Oldenburg. Ein jämmerliches Schauspiel und bemerkenswertes Beispiel, dass niemand seine Feinde verachten soll, besonders nicht an den Stellen, wo ungleiche Vorteile bestehen.“
Es folgt ein allegorisches Gedicht über Vögel, die einen Kriegszug planen, um Beute zu machen. Die Stare kannten den Weg nicht…, sie müssen „auf der Heide“ bleiben. Die Schwäne führten die Fahne und schlugen mit ihren breiten Flügeln. Die Tauben flogen aus dem Turm, aber ihnen wurden bald die Flügel abgeschnitten. Adler und Geier schlugen sich, die kleinen Vögel flüchteten. Dem alten Adler kamen die Tränen. Es waren 18 Tausend, die über Felder und Deiche zogen; wo früher vier ritten, da ritt nur noch einer... „Dieses Lied handelt nicht von Vögeln, sondern von feinen und edlen Kriegsleuten: König Hans führte sein Heer mit Macht, in Dithmarschen wurde es geschlagen: Daran erinnert man sich lange.“ Er [der König] möchte diesen Hochmut der Bauern rächen…

### Die Nachwirkungen im 19. Jahrhundert
Durch die Herausgabe der „Chronik des Landes Dithmarschen“ des Neocorus durch den Historiker Friedrich Christoph Dahlmann (1827) war die Voraussetzung für eine breite Rezeption in Literatur und bildender Kunst gegeben. Friedrich Hebbel, Klaus Groth und Theodor Fontane schrieben Balladen, Amalie Schoppe einen historischen Roman und Friedrich Adam Hübener und Ludwig Köhler Theaterstücke. Max Koch, Hans Olde und Arthur Kampf schufen großformatige Historiengemälde und Erbprinz Georg II. von Sachsen-Meiningen erhielt als Hochzeitsgeschenk von König Friedrich Wilhelm IV. von Preußen eine Prunkvase der Berliner Porzellanmanufaktur, mit einer Darstellung der Schlacht. Aus Anlass des 400. Jahrestages der Schlacht wurde auf der Dusenddüwelswarf ein Denkmal enthüllt.

### Die Nachwirkung im Zeichen des Nationalismus
Die Schlacht wird auch heute noch von fast allen Dithmarschern als wichtigstes Ereignis ihrer Geschichte gesehen. Nach der Reichsgründung 1871 wurde ihr aber noch größere Aufmerksamkeit zuteil. Das Denkmal an der Dusenddüwelswarf entstand im Zuge des aufsteigenden Nationalismus und der Konflikte mit Dänemark im Jahr 1900. In der Zeit des Nationalsozialismus kam es zusätzlich zu einer starken propagandistischen Instrumentalisierung der freien wehrhaften germanischen Bauern.
Weniger nationalistisch geprägt sind hingegen eine Ballade Theodor Fontanes über die Schlacht sowie ein Infopavillon, der sich seit der 500-Jahr-Feier im Jahr 2000 direkt neben dem Denkmal befindet.

### Werke von Albert Mähl
Der norddeutsche Schriftsteller Albert Mähl verfasste im Jahre 1928 die niederdeutsche Chor-Ballade  Hemmingstedt und im Jahre 1954 ein gleichnamiges Mundart-Hörspiel, welches der damalige NWDR Hamburg unter Regisseur Günter Jansen produzierte. Zu den Sprechern, die zum Ensemble des Ohnsorg-Theaters gehörten waren unter anderen Magda Bäumken, Aline Bußmann, Heini Kaufeld, Karl-Heinz Kreienbaum, Heinz Lanker, Otto Lüthje, Hans Mahler, Ludwig Meybert, Eri Neumann, Georg Pahl, Walter Scherau, Günther Siegmund, Hartwig Sievers und Erwin Wirschaz. Das Hörspiel ist leider in keiner ARD-Rundfunkanstalt mehr verfügbar.